# MINAKO COLLECTION
『MINAKO COLLECTION』（ミナコ・コレクション）は、本田美奈子のベスト・アルバム。

## 解説
- 初のベスト・アルバム。
- 「1986年のマリリン」シングルバージョン、「青い週末」、「Temptation（誘惑）」シングルバージョン、「暗闇に緋いドレス」「HELP」「the Cross -愛の十字架-」の6曲がアルバム初収録となった。

## 収録曲
1. 1986年のマリリン（Single Version） [3:58]
作詞：秋元康、作曲：筒美京平、編曲：新川博
  - シングル『1986年のマリリン』より
2. 青い週末 [4:07]
作詞：売野雅勇、作曲：筒美京平、編曲：船山基紀
  - シングル『青い週末』より
3. Temptation（誘惑）（Single Version） [3:46]
作詞：松本隆、作曲：筒美京平、編曲：大谷和夫
  - シングル『Temptation（誘惑）』より
4. マンハッタンの螢 [3:29]
作詞：秋元康、作曲：筒美京平、編曲：船山基紀
  - アルバム『M'シンドローム』より
5. Sold out [3:29]
作詞：秋元康、作曲：筒美京平、編曲：大谷和夫
  - アルバム『LIPS』より
6. HARD TO SAY "I LOVE YOU" [4:38]
作詞：秋元康、作曲：筒美京平、編曲：船山基紀
  - アルバム『M'シンドローム』より
7. キャンセル [3:31]
作詞：秋元康、作曲：筒美京平、編曲：難波正司
  - アルバム『CANCEL』より
8. 暗闇に緋いドレス [2:54]
作詞：売野雅勇、作曲：筒美京平、編曲：中村哲
  - シングル『好きと言いなさい』より
9. ドラマティックエスケープ [4:05]
作詞：秋元康、作曲：筒美京平、編曲：鷺巣詩郎
  - アルバム『LIPS』より
10. 24時間の反抗 [3:43]
作曲：Limahr, D.Nakamoto, B.Griffin、編曲：Guy Fletcher
  - アルバム『CANCEL』より
11. HELP [4:04]
作詞：秋元康、作曲：筒美京平、編曲：大谷和夫
  - シングル『HELP』より
12. the Cross -愛の十字架- [4:59]
作詞・作曲：Gary Moore、日本語詞：秋元康、編曲：Guy Fletcher
  - シングル『the Cross -愛の十字架-』より